# Bur (fiume)
Il Bur (in russo Бур?; in lingua sacha: Буур), conosciuto anche come Pur (Пур), è un fiume della Russia, affluente di sinistra dell'Olenëk, che scorre nella parte settentrionale della Siberia Orientale, nei distretti Olenëkskij e Bulunskij della Sacha (Jacuzia).
Nasce da alcune paludi nella parte orientale del bassopiano della Siberia settentrionale, scorrendo poi con direzione mediamente orientale o nordorientale in una zona assolutamente remota, pressoché priva di centri abitati; confluisce nell'Olenëk nel suo basso corso, presso il villaggio di Sklad. I principali affluenti del fiume sono Ary Ongorbut (191 km) e Kyra-Chos Tërjuttjach (137 km) dalla sinistra idrografica, Kjuntjukeljach (93 km) dalla destra.
Il fiume è ghiacciato, in media, dai primi di ottobre ai primi di giugno.